# ジャンルイジ・ガリ
ジャンルイジ・“ジジ”・ガリ（Gianluigi "Gigi" Galli,1973年1月13日 - ）は、イタリア人ラリードライバー。

## プロフィール
身長171cm体重70kgで独身。イタリア北部のリヴィーニョ出身で母子家庭に育ち現在も同地に母親と暮らしている。出身地付近にはスキー場が多数あり幼少の頃から嗜んできた。
ラリーデビューは1994年にプジョー・309GTiを駆って出場したRally della Valtellinaでクラス3位に入賞。国際ラリーデビューは1997年にフィアット・チンクエチェントでラリー・モンテカルロに出場した。近年のWRCは極力ドリフトしない走法がトレンドだが、ジジは大角度のドリフト走法を得意としている。

## 特徴

### 性格
基本的には温和で親しみ易い性格であるが、競技中は一変し攻撃的な性格になるようである。ペースノートを間違えたコドライバーを小突いたり（この件は競技終了後にコドライバーに謝罪している）、競技中の車内カメラで捲くし立てるシーンが録画されいわゆるピー音で消されたりしている。この様子はDVDに収録されているが、もっとも競技中の豹変はプロスポーツ選手であれば少なからず発現することでありWRC現役ドライバーの多くも同様である。一方で普段は運転する車に対する不平や文句は公言しない方である。また、日本が大好きであると公言しており好きな日本料理はしゃぶしゃぶである。それ故に、三菱自動車がワークス撤退した際には少なからずそのことにもショックを受けていたという。ちなみに日本のラリー専門誌『WRC+』に掲載された、有野篤氏が描いた自身のイラストを気に入り、WRC+誌経由でHP用イラストを発注したことがある。

### ニックネーム
本名の「ジャンルイジ」を殆ど使うことはなく幼少からのニックネームの「ジジ」を好んで名乗り、メディアの取材でも「ジャンルイジ」と呼ばれるのを極端に嫌い「ジジと呼んで欲しい。」と必ず注意喚起するほどである。そのため日本のメディアでの呼称はジジ・ガリで統一されている。日本において「ジジ」という名称は宮崎駿の魔女の宅急便に登場する黒猫のジジが有名であり、「ガリ」という名称からは赤城乳業が製造する氷菓のガリガリ君を連想させることから、2005年のラリー・ジャパン初参戦時に黒猫のジジのぬいぐるみとガリガリ君の包装を組み合わせた人形をファンからプレゼントされ大いに気に入った様子だった。

### #25
2000年のモンテカルロでGr.NトップSSタイムを初記録しクラス3位入賞した際のゼッケンが25番だった。ジンクスとファンへのアピールのためにそれ以降は極力#25で出場するようにしている。所有しているヤマハのスノーモービルにも#25のペイントが入っていたり、2006年に建設を始めた新居も5月25日に着工した。この新居の住所は本来17番地だが無理を言って25番地に変えてもらったほどである。

### ファンサービス
ペター・ソルベルグを初めスポーツ選手がファンを大切にすることはよくあるがジジも例外ではない。毎年、誕生日の1月13日頃に地元でファンが結集してイベントが開催される。ファンサービスの為にコスプレやハコ乗りを披露したり、時間の許す限りサインや握手に応じる。

### 得意技
前述のハコ乗りやドーナツターンの他にドリフト中に窓から手を出しピースをする。派手なドリフトでカウンターを当てたままジャンプさせたり、大角度ドリフトでコーナーアウト側にリアバンパーを接触させて脱落させることが多い。その為、ランサーWRC'05ではリアバンパーの定位置の他に車体フレームに直接ナンバーが描かれていた。2004年のボローニャモーターショーでは低速走行中のランサーWRC'04から飛び降り走って追い駆けて飛び乗る珍技を披露した。この珍技はペター・ソルベルグの羨望の的となり大いに悔しがらせたらしい。よくウィンクをすることでも知られている。

## 戦歴
1993年
仕事の傍らに自身で整備した4WDでトヨタ製エンジンを搭載したフィアット・ウーノで地元の氷雪路面の競技に参加を始める。
1994年
プジョー・309GTiを駆りRally della Valtellinaでラリーデビューし、クラス3位に入賞する。他にトヨタ・セリカで幾つかの氷上レースで優勝し、Assago Rally Showではプロトタイプクラス2位に入賞する。
1995年
Rorally Sport Teamからフィアット・500トロフィーに参戦するが、車はまた自身で整備したものでシーズン結果は7位だった。
1996年
昨年と同じ態勢でアルベルト・アルベルティの支援を受けてコドライバーにMarisa Merlinを迎えフィアット・500トロフィーに参戦する。全8戦中5勝を記録しチャンピンとなる。この結果、トップチームからの勧誘が増えることになる。また、Rally of Valtellinaにルノー・クリオGr.Aで参戦し4位に入賞した。年末にはフォードのサテライトチームであるジョリークラブと契約を結んだ。
1997年
ロッシ・チームからコドライバーのMassimo Chiapponiと共にフォード・エスコートコスワースを駆りヨーロッパラリー選手権に参戦する。結果は惨憺たるものだったが同時に得るものも多かった。
1998年
ラリーアート・イタリーのサポート得てトップラン・レーシングから三菱・ランサーエボリューションVGr.NでコドライバーのGuido D’Amoreと共にイタリア国内選手権に参戦し、シーズン5勝をマークして同選手権クラスチャンピオンとなる。この年にイタリアでファンクラブが結成された。
1999年
アルベルト・アベルティからWRCのGr.N選手権（現在のPWRC）スウェディッシュ・ラリーで7位入賞、ラリー・フィンランドで4位入賞、サンレモ・ラリーでGr.N優勝を果たし、シーズン6位に輝く。
2000年
三菱・ランサーエボリューションVIで2度目のイタリア国内選手権チャンピオンに輝く。フライング・フィンならぬフライング・イタリアンとあだ名され、この年のフィンランドではトミ・マキネンと並ぶ最長不倒の84mの大ジャンプを記録する。
2001年
初戦モンテカルロではフィニッシュまで2SSを残しリタイア、スウェディッシュで失格してしまう。フィンランドにはCBレーシングのサポートで参戦する。
2002年
フィアット・プントS1600を駆り、JWRCではコドライバーにGuido D’Amore、イタリア国内選手権ではAlessandra Guglielmiをそれぞれ迎えて参戦する。モンテカルロ、アクロポリス・ラリーはリタイア、ラリー・ドイチェランドでコースアウトを喫するがサンレモでは5位入賞する。この年はJWRC7位、イタリア国内選手権3位でシーズンを終える。
2003年
再度ラリーアート・イタリーから三菱・ランサーエボリューションVIIを駆り、イタリア国内選手権に参戦する。他にスウェディッシュでGr.N2位入賞、フィンランドで同5位入賞する。
2004年
三菱ワークスチームの将来を担うドライバー選考でダニエル・ソラ、クリスチャン・ソルベルグと共にランサーWRC'04でWRCにスポット参戦を果たす他にGr.Nでも参戦した。ランサーWRC'04ではモンテカルロとメキシコ・ラリーでリタイア、トルコ・ラリーで10位、カタルニア・ラリーで7位入賞と右肩上がりで成績を伸ばしていく。Gr.Nではフィンランドと地元イベントのサルディニア・ラリーで優勝する。しかし、チームはドイチェランド終了後に2004年シーズンから撤退してしまう。
2005年
ついに三菱ワークスチームからワークスドライバーとしてランサーWRC'05を駆りジル・パニッツィと交替ではあったが参戦することになる。全16戦中13戦に参戦し5回リタイアしたが、三菱首脳陣はジジの才能を高く評価し2006年シーズンのエースドライバーとして契約する。
2006年
しかし、2005年末に急遽三菱本社の意向により2006年シーズンをワークスとして参戦しないことに決定し、ジジのプランが宙に浮いてしまう。急な決定の為に代替プランの準備に奔走し何とかラリーアート・イタリーの支援でモンテカルロ（リタイア）とスウェディッシュ（4位入賞）に参戦する。その後、ピレリのサポートを受けボジアン・レーシングがプリペアするプジョー・307WRCでツール・ド・コルス、アルゼンチン・ラリー、サルディニア、フィンランドに参戦することが出来た。アルゼンチンではワークス勢を抑え3位入賞し初ポディウムを獲得する。その際にポディウムでドーナツターンを披露してFIAから注意を受ける。
2007年
ワークス浪人となるがシトロエンの支援でエイモント・レーシングがプリペアする2005年仕様のアクティブデフ付シトロエン・クサラWRCで主にヨーロッパ圏内イベントにスポット参戦中である。
2008年
フォードのセカンドチームであるストパート・フォードチームより、待望のWRCフル参戦契約を結ぶが、ラリー・ドイチュランドのクラッシュによる負傷で、残りのラリーを欠場。しかしながらも、ドライバーズランキングは、トップ10圏内にとどまった。
2014年
以降のWRCの活動はなかったが、世界ラリークロス選手権に出場していたことが分かった。